# William Goldman
William Goldman (Chicago, 12 d'agost de 1931 - Manhattan, 16 de novembre de 2018) va ser un novel·lista, escriptor teatral i guionista nord-americà. Es donà a conèixer en els anys 50 com a novel·lista abans de dedicar-se a escriure guions. Va guanyar dos Oscars pels seus guions, el primer per Butch Cassidy and the Sundance Kid (1969) i el segon per Tots els homes del president (1976). Els dos, protagonitzats per Robert Redford.
Altres obres seves són la novel·la de misteri Marathon Man i la comèdia d'aventures La princesa promesa, traduïda al català. Les dues han estat adaptades com a pel·lícula.

## Entorn familiar i formació
Goldman va néixer a Chicago i va créixer en una família jueva a Highland Park (Illinois), el fill de Marion (nascuda Weil) i Maurice Clarence Goldman. El pare de Goldman inicialment va ser un empresari d'èxit, treballant a Chicago i després en societat, però el seu alcoholisme va enfonsar el seu negoci. "Va tornar a casa per viure i va estar en pijama durant els últims cinc anys de la seva vida", segons Goldman. El seu pare es va matar a si mateix mentre el seu fill encara anava a l'escola superior; la sordesa de la seva mare va augmentar l'estrès a la llar.
Goldman va obtenir el títol de Bachelor of Arts el 1952, i es va incorporar a l'exèrcit poc després. Sabia escriure, per la qual cosa va ser assignat al Pentàgon, on va treballar com a secretari; Va ser llicenciat amb el rang de corporal el setembre de 1954. Després va obtenir el títol de Màster en Arts a la Universitat de Colúmbia, graduant-se el 1956. Durant aquest període, va escriure històries breus als vespres, però va lluitar per veure-les publicades.

## Carrera

### Novel·lista
Goldman va començar a escriure quan va fer un curs d'escriptura creativa a la universitat, segons les seves memòries Adventures in the Screen Trade: A Personal View of Hollywood and Screenwriting (1983). Les seves notes a la classe eren "horribles". Va ser redactor de la revista literària d'Oberlin i va enviar històries breus a la revista de forma anònima; recorda que els altres editors van llegir les seves comunicacions i van dir: "No podem publicar aquesta merda". Originalment no tenia la intenció de ser guionista. Els seus principals interessos eren la poesia, les narracions breus i les novel·les. El 1956 va realitzar una tesi de màster a la Universitat de Colúmbia sobre la comèdia de costums a Amèrica.
El seu germà James Goldman era un dramaturg i guionista i van compartir un apartament a Nova York amb el seu amic John Kander. Kander treballava en el seu doctorat en música, i els germans Goldman van escriure el llibret per a la seva dissertació. Kander va ser el compositor de més d'una desena de musicals, entre ells Cabaret i Chicago , i tots tres van guanyar Premis de l'Acadèmia Premis. El 25 de juny de 1956, Goldman va començar a escriure la seva primera novel·la The Temple of Gold, completant-la en menys de tres setmanes. Va enviar el manuscrit a l'agent Joe McCrindle, que va acceptar representar-lo; McCrindle va enviar la novel·la a Knopf, que va acceptar publicar-la si duplicava la seva extensió. Va vendre prou en reimpressions en rústica per llançar la carrera de Goldman. Va escriure la seva segona novel·la Your Turn to Curtsy, My Turn to Bow  (1958) en poc més d'una setmana, seguida per Soldier in the Rain (1960), basada en l'època de Goldman a l'exèrcit. Es venia bé en rústica i es convertí en una pel·lícula, tot i que Goldman no va tenir cap participació en el guió.

### Guions pel teatre
Goldman i el seu germà van rebre una subvenció per fer alguna reescriptura al musical Tenderloin (1960). Després van col·laborar en el seu propi treball, Blood, Sweat i Stanley Poole  (1961), i en el musical, A Family Affair (1962), escrit amb John Kander. Les dues obres de teatre van tenir estades curtes al teatre.
Goldman va començar a escriure Boys and Girls Together però va patir bloqueig de l'escriptor. El bloc del seu escriptor va continuar, però va tenir una idea per a la novel·la No Way to Treat a Lady (1964) basada en l'estrangulador de Boston. La va escriure en dues setmanes i es va publicar sota el pseudònim de Harry Longabaugh: una variant ortogràfica del nom real del Sundance Kid, al que Goldman havia estat investigant des de finals dels anys cinquanta. Després va acabar Boys and Girls Together, que es va convertir en un best-seller.

### Guions pel cinema
Cliff Robertson va llegir un esborrany inicial de No Way to Treat a Lady i va contractar Goldman per adaptar el curtmetratge Flowers for Algernon per al cinema. Abans fins i tot que acabés el guió, Robertson li va recomanar que fes alguna reescriptura a la paròdia d'espies  Mascarada (1965) que va protagonitzar Robertson. Goldman ho va fer i després va acabar el guió d'Algernon. Tot i això, a Robertson no li va agradar i va contractar Stirling Silliphant en lloc seu per treballar en el que es va convertir en Charly (1968).
El productor Elliot Kastner havia optat pels drets del film a Boys and Girls Together. Goldman va suggerir que Kastner fes una pel·lícula de les novel·les de Lew Archer de Ross Macdonald i es va oferir a fer una adaptació. Kastner va estar d'acord i Goldman va triar The Moving Target. El resultat va ser Harper (1966) protagonitzada per Paul Newman, que va ser un gran èxit.

#### Butch Cassidy and the Sundance Kid
Goldman va tornar a les novel·les, escrivint The Thing of It Is... (1967). Va ensenyar a la Universitat de Princeton i va desitjar escriure alguna cosa, però no va poder fer-se una idea per a una novel·la. En el seu lloc, va escriure Butch Cassidy and the Sundance Kid, el seu primer guió original, que havia estat investigant durant vuit anys. El va vendre per 400.000 dòlars, el preu més alt pagat per un guió original en aquell moment.> La pel·lícula es va estrenar el 1969, sent un èxit crític i comercial, que va donar a Goldman un Oscar al millor guió original. Els diners van permetre a Goldman prendre's un temps lliure i explorar la no ficció amb The Season: A Candid Look at Broadway (1969).
Goldman va adaptar In the Spring the War Ended a un guió, però no es va rodar. Tampoc no es van escriure guions de The Thing of It Is, que es va intentar fer diverses vegades a principis dels anys 70, i Papillon, en que va treballar durant sis mesos en tres esborranys; el llibre va ser filmat, però es va utilitzar poc de l'obra de Goldman. Va tornar a les novel·les amb Father's Day (1971), una seqüela a The Thing of It Is…. També va escriure el guió per a Un diamant molt calent (The Hot Rock) (1972).

#### La princesa promesa
La següent novel·la de Goldman va ser La princesa promesa (1973); també va escriure un guió, però va passar més d'una dècada abans que es fes la pel·lícula. Aquell mateix any, va contreure una rara pneumònia que va causar la seva hospitalització i va afectar la seva salut durant mesos. Això el va inspirar en un esclat de creativitat, incloent diverses novel·les i guions.
L'escriptura de novel·les de Goldman es va moure en una direcció més comercial després de la mort del seu editor Hiram Haydn a finals de 1973, començant amb el llibre infantil Wigger (1974), seguit pel thriller Marathon Man (1974) que va vendre a Delacorte com a part d'un acord per tres llibres per valor de 2 milions de dòlars. Va vendre els drets per la pel·lícula Marathon Man per 450.000 $.
El seu segon llibre per a Delacorte va ser el thriller Magic (1976), que va vendre a Joe Levine per 1 milió de dòlars. Va fer guions per a les versions cinematogràfiques de Marathon Man (1976) i Màgic (1978). També va escriure el guió de The Stepford Wives (1975), que segons ell va ser una experiència desagradable perquè el director Bryan Forbes va reescriure la major part; Goldman va intentar treure el seu nom, però no el van deixar. Es va reunir amb el director George Roy Hill i l'estrella Robert Redford a The Great Waldo Pepper (1975), que Goldman va escriure a partir d'una idea de Hill.

#### Tots els homes del president
Redford va contractar Goldman per escriure el guió de Tots els homes del president (All the President's Men) (1976).
Goldman va escriure la famosa línia "Follow the money" (Segueix els diners) per al guió de Tots els homes del president; si bé la línia s'atribueix sovint a Gola profunda, no es troba a les notes de Bob Woodward ni al llibre o articles de Woodward i Carl Bernstein. Tanmateix, el llibre té la línia molt menys cotitzada de Woodward al senador Sam Ervin, que estava a punt de començar la seva pròpia investigació: "The key was the secret campaign cash, and it should all be traced..." (La clau va ser la liquidació de la campanya secreta i s'hauria de resseguir...)
Goldman no estava satisfet amb la pel·lícula; The Guardian va dir que va canviar de tema quan se li va preguntar per la pel·lícula, però suggeria que el seu descontent podia ser perquè se li pressionava per afegir un interès romàntic a la pel·lícula. A la seva memòria, Goldman diu de la pel·lícula que si pogués viure novament la seva vida, hauria escrit els mateixos guions: "Només jo no m'hauria acostat a Tots els homes del president". Va dir que mai no ha escrit tantes versions d'un guió com va fer per a aquesta pel·lícula.

### Joseph E. Levine

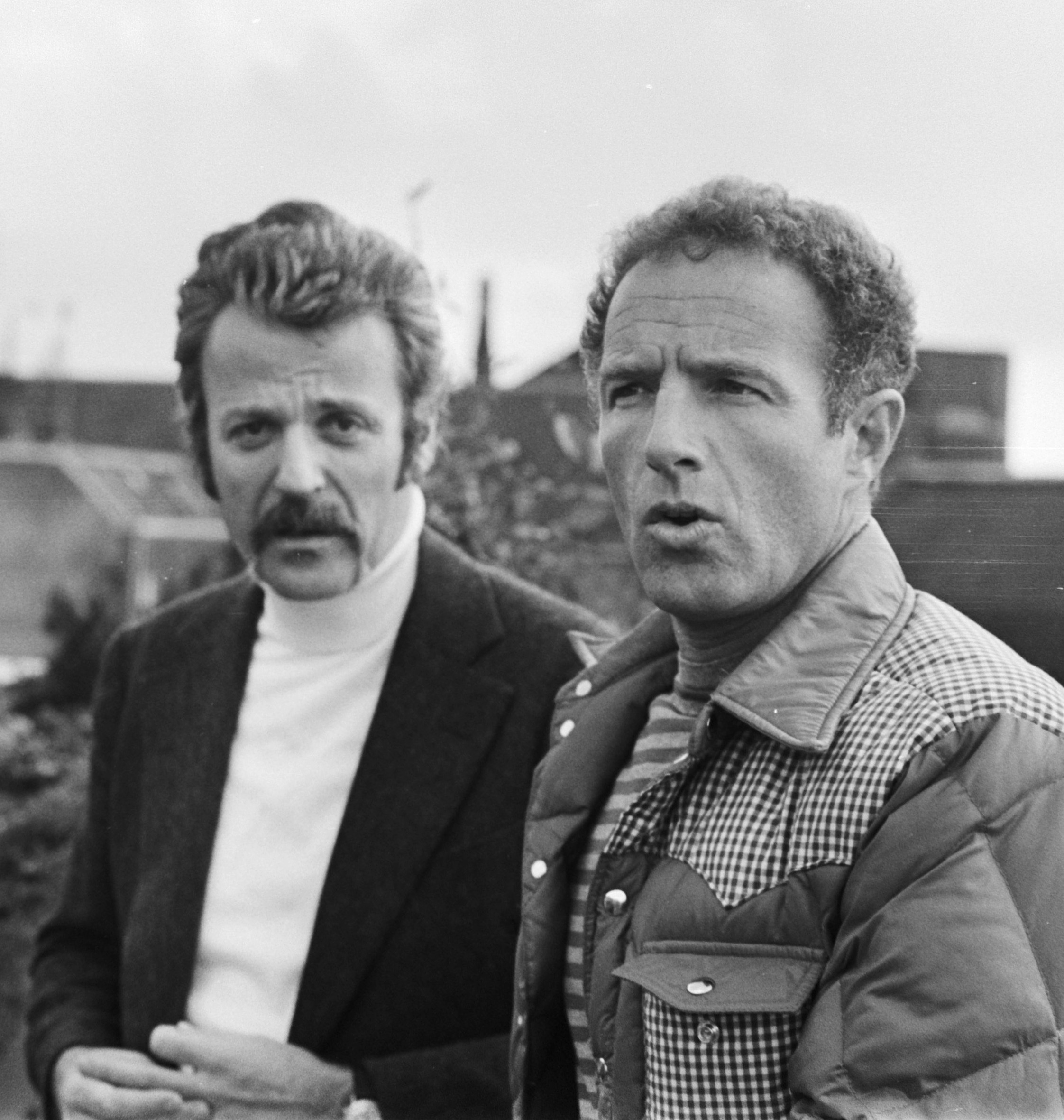
Goldman (esquerra) i James Caan durant el rodatge d'Un pont massa llunyà el 1976

Goldman va tenir una millor experiència quan va ser contractar per Joseph E. Levine per escriure el guió d'Un pont massa llunyà (A Bridge Too Far) (1977) basat en el llibre de Cornelius Ryan. Goldman més tard va escriure un llibre promocional Story of A Bridge Too Far (1977) com a favor a Levine i va signar un contracte de tres pel·lícules amb la productora per valor de 1,5 milió de dòlars.
Va escriure una novel·la sobre Hollywood, Tinsel (1979), que es va vendre bé. Va escriure el guió de dues pel·lícules més per a Levine, The Sea Kings i Year of the Comet, però no en va escriure la tercera. Va fer un guió sobre Tom Horn, Mr. Horn (1979), que es va rodar per a TV.
Goldman era el guionista original de la versió cinematogràfica de la novel·la de Tom Wolfe The Right Stuff; el director Philip Kaufman va escriure el seu propi guió sense utilitzar el material de Goldman, perquè Kaufman volia incloure a Chuck Yeager com a personatge i Goldman no.
Va escriure una sèrie d'altres guions en aquesta època, inclòs The Ski Bum; una adaptació musical de la pel·lícula de 1932 Grand Hotel (1932), que anava a ser dirigida per Norman Jewison, i Rescat, la història del rescat dels empleats d'Electronic Data Systems durant la revolució iraniana. Cap es va convertir en pel·lícula.

### Treballs posteriors
Després que alguns dels seus guions no fossin rodats, Goldman es va trobar amb menys demanda com a guionista. Va publicar una memòria sobre la seva vida professional a Hollywood, Adventures in the Screen Trade (1983), que resumia la indústria de l'entreteniment a la frase inicial del llibre, "Nobody knows anything." (Ningú no sap res).
Es va centrar en les novel·les: Control (1982), The Silent Gondoliers (1983), The Color of Light (1984), Heat (1985) i Brothers (1986). Aquest darrer, una seqüela de  Marathon Man , va ser l'última novel·la publicada per Goldman.
Goldman va atribuir el seu retorn a Hollywood a signar amb el talentós agent Michael Ovitz a Creative Artists Agency. Va anar a treballar a Memoirs of an Invisible Man, tot i que va abandonar el projecte relativament aviat.
Es va despertar l'interès de Hollywood per Goldman: va escriure els guions per a versions cinematogràfiques de Heat (1986) i La princesa promesa (1987). Aquesta última va ser dirigida per Rob Reiner per Castle Rock, que va contractar Goldman per escriure el guió per a Rob Reiner de l'adaptació de la novel·la Misery de Stephen King, considerada "una de les novel·les menys adaptables de King". La pel·lícula, per la qual Kathy Bates va rebre un Oscar a la millor actriu, va tenir una bona acollida de crítica i públic.
Goldman va continuar escrivint no-ficció regularment. Va publicar una col·lecció d'escrits esportius, Wait Till Next Year (1988) i un relat del seu temps com a jutge tant al Festival de Cannes com al Miss America Pageant, Hype i Glòria (1990).
Goldman va començar a treballar constantment com a "script doctor", fent treballs no acreditats en pel·lícules incloent Els bessons peguen dues vegades (Twins) (1988), Alguns homes bons (A Few Good Men) (1992), Una proposició indecent (Indecent Proposal) (1993), Last Action Hero (1993), Malice (1994), Dolores Claiborne (1995) i En creuar el límit (Extreme Measures). La majoria d'aquestes pel·lícules eren de Castle Rock.
Va ser acreditat en diverses pel·lícules: L'any del cometa (Year of the Comet) (1992), que finalment va ser rodat per Castle Rock però no va ser un èxit; el biopic Chaplin (1992), dirigit per Richard Attenborough; Maverick (1994), un èxit popular; Cambra segellada (The Chamber) (1996), a partir d'una novel·la de John Grisham; The Ghost and the Darkness  (1996), un guió original basat en una història veritable; Poder absolut (1997) per Clint Eastwood; i The General's Daughter (1999), a partir de la novel·la de Nelson DeMille.
Goldman va escriure un altre volum de memòries, Which Lie Did I Tell? (2000) i una col·lecció dels seus assajos The Big Picture: Who Killed Hollywood? and Other Essays (2001).
Els seus darrers crèdits de guió inclouen Cors a l'Atlàntida (Hearts in Atlantis) (2001) i El caçador de somnis (Dreamcatcher) (2003), ambdues de novel·les de Stephen King. Va adaptar Misery a una obra teatral, que es va estrenar a Broadway el 2015 en una producció protagonitzada per Bruce Willis i Laurie Metcalf.
El seu guió per Heat va ser filmat novament com Wild Card (2015), protagonitzada per Jason Statham.

## Vida personal
Va estar casat amb Ilene Jones des del 1961 fins al seu divorci el 1991; la parella va tenir dues filles, Jenny i Susanna. Ilene, natural de Texas, va modelar per a Neiman Marcus; el germà d'Ilene era l'actor Allen Case.
Goldman va dir que els seus escriptors preferits eren Miguel de Cervantes, Anton Chekhov, Somerset Maugham, Irwin Shaw, i Leo Tolstoy.
Va ser un gran fan de la New York Knicks, tenint bitllets de temporada al Madison Square Garden durant més de 40 anys. Va contribuir en una secció de redacció al best-seller de Bill Simmons sobre la història de la NBA, on va parlar de la carrera de Dave DeBusschere.
Va morir a Manhattan el 16 de novembre de 2018, a causa de complicacions en càncer de colon i pneumonia.

## Obra

### Teatre (produït)
- Tenderloin (1960) – treball no acreditat doctorant[37]
- Blood, Sweat and Stanley Poole (amb el seu germà James Goldman)
- A Family Affair (1962; lletres; llibret per James Goldman, música per John Kander)
- Misery (adaptat de la novel·la; 2012)

### Teatre (no produït)
- Madonna and Child – amb James Goldman
- Now I Am Six
- Something Blue – musical
- Boys and Girls Together (també anomenat Magic Town)
- Nagurski – musical
- The Man Who Owned Chicago – musical amb James Goldman i John Kander[38]
- Musical de The Princess Bride – amb Adam Guettel (abandonat després de discussions pel repartiment de beneficis)[39]

### Guions per a la pantalla (produïts)
- Mascarada (Masquerade) (amb Michael Relph; 1965)
- Harper (1966; Premi Edgar) – basada en la novel·la de Ross Macdonald
- Butch Cassidy and the Sundance Kid (1969; guió guanyador de l'Oscar)
- Un diamant molt calent (The Hot Rock) (1972) – basada en la novel·la de Donald E. Westlake
- The Stepford Wives (1975) – basada en la novel·la d'Ira Levin
- The Great Waldo Pepper (1975)
- Marathon Man (1976) – basada en la seva novel·la
- Tots els homes del president (All the President's Men) (1976; guió guanyador de l'Oscar) – basada en el llibre de Carl Bernstein i Bob Woodward
- Un pont massa llunyà (A Bridge Too Far) (1977) – basada en el llibre de Cornelius Ryan
- Magic (1978; Premi Edgar) – basada en la seva novel·la
- Heat (1986) – basada en la seva novel·la
- La princesa promesa (The Princess Bride) (1987) – basada en la seva novel·la
- Els bessons peguen dues vegades (Twins) (1988; no acreditat)[40]
- Misery (1990) – basat en la novel·la de Stephen King
- Alguns homes bons (A Few Good Men) (1992; consultor) – basat en l'obra de teatre de Aaron Sorkin[40]
- Memòries d'un home invisible (Memoirs of an Invisible Man) (1992)
- L'any del cometa (Year of the Comet) (1992)
- Chaplin (1992)
- Una proposició indecent (Indecent Proposal) (1993; no acreditat)[40]
- Last Action Hero (1993; no acreditat)[41]
- Malícia (Malice) (1993; consultor)
- Maverick (1994) – basat en la sèrie de TV
- Dolores Claiborne (1995; consultor) – basada en la novel·la de Stephen King
- Cambra segellada (The Chamber) (1996) – basada en la novel·la de John Grisham
- En creuar el límit (Extreme Measures) (1996; consultor)
- The Ghost and the Darkness (1996) – basada en The Man-Eaters of Tsavo
- Criatures ferotges (Fierce Creatures) (1997)
- Good Will Hunting (1997; consultor)
- Poder absolut (Absolute Power) (1997)
- The General's Daughter (1999)
- Cors a l'Atlàntida (Hearts in Atlantis) (2001) – basada en la novel·la de Stephen King
- El caçador de somnis (Dreamcatcher) (2003) – basada en la novel·la de Stephen King
- Wild Card (2015) – basada en la seva novel·la

### Guions per a la pantalla (no produïts)
- Flowers for Algernon: Good Old Charley Gordon (1964) – una adaptació de la història Flowers for Algernon feta per a l'actor Cliff Robertson qui no va quedar conforme amb aquesta versió i va contractar Stirling Silliphant per escriure el que es convertiria en Charly (1968)
- The Chill (1967) – adaptació de la novel·la de 1964 de Lew Archer per Ross Macdonald
- In the Spring the War Ended (1968) – a partir de la novel·la de Stephen Linakis sobre desertors americans a Europe al final de la Segona Guerra Mundial. 20th Century Fox, va decidir no realitzar-la perquè volien la cooperació del Pentagon per a Patton (1970).[43][44]
- The Thing of It Is... també anomenada That's Life (1968) – adaptada de la seva novel·la
- Piano Man – adaptació de la seva novel·la Father's Day
- Papillon – adaptació de la novel·la que no es va utilitzar
- Grand Hotel (finals dels 70/principis dels 80) – musical remake de la pel·lícula de MGM de 1932, amb Norman Jewison com a director[45]
- The Sea Kings (finals dels anys 1970) – una pel·lícula de pirates
- The Ski Bum aka Hot Shot (1981)
- The Right Stuff – adaptation del llibre de Tom Wolfe no utilitzada
- Rescue! (1980–81) – història del rescat dels empleats de Ross Perot per Arthur D. Simons durant la Revolució islàmica de l'Iran.
- Flora Quick, Dead or Alive
- The National Pastime
- Singing Out Loud – musical no produït en el que va treballar amb Rob Reiner i Stephen Sondheim
- Low Fives (1992) – comèdia sobre un jugador africà de bàsket en un equip d'un petit col·legi, encarregat per Danny DeVito per ser protagonitzada per John Cleese i DeVito[46]
- Shazam! (c 2003) – adaptació del còmic del Captain Marvel de DC Comics[47]
- The Shooter – una adaptació de la novel·la Point of Impact de Stephen Hunter que havia de ser dirigida per Lee Tamahori
- Missió: Impossible II (Mission: Impossible 2) – guió no utilitzat

### Televisió
- Mr. Horn (1979)
- City in Fear (1980) – contribueix en la idea

### Novel·les
- The Temple of Gold (1957)
- Your Turn to Curtsy, My Turn to Bow (1958)
- Soldier in the Rain (1960)
- Boys and Girls Together (1964)
- No Way to Treat a Lady (1964)
- The Thing of It Is... (1967)
- Father's Day (1971; seqüela de The Thing of It Is)
- La princesa promesa (The Princess Bride) (1973)
- Marathon Man (1974)
- Magic (1976)
- Tinsel (1979)
- Control (1982)
- The Silent Gondoliers (1983)
- The Color of Light (1984)
- Heat (publicat al Regne Unit com Edged Weapons; 1985)
- Brothers (1986)

### No-ficció i memòries
- The Season: A Candid Look at Broadway (1969)
- The Story of 'A Bridge Too Far' (1977)
- Adventures in the Screen Trade: A Personal View of Hollywood and Screenwriting (1983)
- Wait Till Next Year (amb Mike Lupica; 1988)
- Hype and Glory (1990)
- Four Screenplays (1995; Marathon Man, Butch Cassidy and the Sundance Kid, The Princess Bride, i Misery, amb un assaig de cadascun)
- Five Screenplays (1997; All the President's Men, Magic, Harper, Maverick, and The Great Waldo Pepper, amb un assaig de cadascun)
- Which Lie Did I Tell? (More Adventures in the Screen Trade) (2000)
- The Big Picture: Who Killed Hollywood? and Other Essays (2001)

### Llibres per a infants
- Wigger (Nova York: Harcourt Brace Jovanovich, 1974). Separated from her blanket, Wigger, an orphan nearly dies of loneliness until an extraordinary wind from Zurich brings them together again.[48]

### Històries curtes
- "Something Blue", Rogue, abril 1963, p.13–83.
- "The Ice Cream Eat", Transatlantic Review Hivern 1959–60
- "Till the Right Girls Come Along", Transatlantic Review, Hivern 1961
- "Da Vinci", New World Writing no. 17 1960
- "The Simple Pleasures of the Rich", Transatlantic Review Tardor-hivern 1974